# Swanton, Ohio
Swanton är en ort (village) i Fulton County, och Lucas County, i Ohio. Vid 2010 års folkräkning hade Swanton 3 690 invånare.